# Réseau Sentinelles
Das Réseau Sentinelles (frz. „Netz der Wächter“) ist eine französische Organisation zur Beobachtung des nationalen Gesundheitszustandes. Das Netz besteht aus derzeit 1260 niedergelassenen Hausärzten, den médecins sentinelles („Wachtärzten“); das sind 2 % aller freiberuflichen Hausärzte in Frankreich. Die Teilnehmer überwachen und melden das Auftreten von 14 ausgewählten Krankheiten an eine Zentrale.
Das Netzwerk wurde im Jahre 1984 von dem Pariser Epidemiologen Alain-Jacques Valleron (geb. 1943) gegründet. Heute wird es von der Forschungsgruppe Nr. 707 des Institut national de la santé et de la recherche médicale, die der Universität Pierre und Marie Curie in Paris angehört, geleitet.

## Ständige Überwachung der Gesundheitsindikatoren
Das nationale Überwachungssystem ermöglicht die Sammlung, Analyse, Vorhersage sowie sofortige Wiedergabe der aktuellen epidemiologischen Daten, die aus der Arbeit der Allgemeinmediziner hervorgehen. Es ist auch Teil der französischen Gesundheitsverwaltung (Institut de Veille Sanitaire).
Überwacht werden 14 Krankheiten, davon 11 Infektionen:
- Grippe seit 1984,
- Akute Diarrhoe (Durchfall, Gastroenteritis) seit 1990,
- Masern seit 1984,
- Mumps seit 1985,
- Windpocken seit 1990,
- Herpes Zoster seit 2004,
- Urethritis beim Mann seit 1984 und
- Hepatitis A, B, C seit 2000,

sowie 3 nicht infektiöse Indikatoren:
- Asthma bronchiale seit 2002,
- Selbstmordversuche seit 1999, und
- stationäre Krankenhauseinweisungen seit 1997.

Im Falle der Grippe, Gastroenteritis und Windpocken kann mittels dieser Überwachung das Eintreten von nationalen und regionalen Epidemien entdeckt und vorhergesehen, sowie Warnungen ausgesprochen werden.
Die anonymen Daten werden von den Wächtern über das Internet weitergeleitet. Mit ihrer Hilfe wird die Datenbasis in einem Geoinformationssystem erstellt. Ein wöchentliches Informationsblatt (SentiwebHebdo), wird jeden Dienstag auf der Homepage veröffentlicht und über E-Mail an über 4000 Abonnenten sowie an die führenden nationalen Medien versendet. Eine Jahresbilanz wird ebenfalls veröffentlicht.

## Forschung
Die im Réseau Sentinelles gemachten Angaben erlauben die Ausarbeitung von Modellen zur Aufdeckung und Warnung und zur Vorhersage von Epidemien auf unterschiedlichen geographischen Ebenen.

## Praktische Epidemiologie
Die Mediziner von Sentinelles führen punktuelle epidemiologische Untersuchungen durch. Bei der Durchführung werden die von der Association des épidémiologistes de langue française herausgegebenen epidemiologischen Richtlinien gewahrt. Alle Untersuchungen haben eine Ordnungsnummer, die in einem schriftlichen Protokoll steht, und sind Gegenstand eines abschließenden Studienberichts. Sie werden internen Revisionsprozeduren unterworfen, die darauf abzielen, ihre Qualität zu sichern, und haben eine positive Bewertung von der nationalen Datenschutzkommission CNIL erfahren (Nr. 471 393). Die Ergebnisse dieser Untersuchungen können auf der Internetseite des Netzes eingesehen werden.